# Линенсе
«Лине́нсе» (порт.-браз. Clube Atlético Linense) — бразильский футбольный клуб представляющий город Линс штата Сан-Паулу. В 2016 году клуб выступал в Серии D Бразилии.

## История
Клуб основан 12 июня 1927 года, домашние матчи проводит на арене «Жилбертан», вмещающей 15 770 зрителей. В чемпионате штата Сан-Паулу клуб большую часть своей истории выступал в низших дивизионах. Дважды в своей истории «Линенсе» побеждал во втором дивизионе Лиги Паулиста. В 2008 году клуб играл в Серии С чемпионата Бразилии и занял 44-е место из 63 команд. В 2016 году клуб дебютировал в Серии D чемпионата Бразилии и занял 21-е место из 68 команд. Кроме футбольной команды в клубе есть и профессиональная баскетбольная команда.

## Достижения
- Победитель второго дивизиона Лиги Паулисты (2): 1952, 2010
- Обладатель Кубка Паулиста (1): 2015